# Gerbillus mackillingini
Gerbillus mackillingini is een zoogdier uit de familie van de Muridae. De wetenschappelijke naam van de soort werd voor het eerst geldig gepubliceerd door Thomas in 1904.

## Voorkomen
De soort komt voor in Egypte en Soedan.